# Мъсгравит
Мъсгравит или магнезиотаафеит-6N'3S е рядък оксиден минерал, използван като скъпоценен камък. Типичното му находище е в планините Мъсгрейв, Южна Австралия, на които е кръстен след откриването му през 1967 г. Той е член на семейството на минералите таафеит и неговата химична формула е Be(Mg, Fe, Zn)2Al6O12. Твърдостта му е от 8 до 8,5 по скалата на Моос. Поради своята рядкост, минералът може да се продава за приблизително 35 000 щатски долара за карат.